# Ив Сен-Викторский
Ив Сен-Викторский (Yves, также известный как Yvo, Ivone, Yvone, Yves de Sainct Victor и Yves de Chartres) — католический церковный деятель XII века, близкий друг Бернарда Клервоского. Стал каноником-августинцем в монастыре Сен-Виктор близ Парижа. Был провозглашён кардиналом-дьяконом c титулом Санта-Мария-ин-Аквиро на консистории 1135 года. 27 мая 1138 года стал кардиналом-священником церкви Сан-Лоренцо-ин-Дамазо. Был папским легатом во Франции в 1142 году, отлучив от церкви Рауля I де Вермандуа.